# Lockheed Martin C-130J Super Hercules
Lockheed Martin C-1300J Super Hercules este un avion de transport militar derivat din C-130 Hercules și propulsat de un cvadrimotor cu elice.

## Avioane similare
- Airbus A400M